# 苏格兰交嘴雀
蘇格蘭交嘴雀（英語：Scottish Crossbill、學名：Loxia scotica）是一種雀形目的小型鳥類，蘇格蘭喀里多尼亚森林的特有種，亦是英國唯一的脊椎動物特有種。苏格兰交嘴雀在2006年八月被確認為一個獨立的物種，主要的根據是牠們特殊的鳴叫聲。

## 分類地位
英國鳥類學會（British Ornithologists' Union）最初於1980年將蘇格蘭交嘴雀視為一獨立物種，但部分鳥類學家認為研究證據仍不充足，蘇格蘭交嘴雀可能是紅交嘴雀或鸚交嘴雀的亞種，這兩種鳥也都出現在喀里多尼亚森林。英國皇家鳥類保護協會（RSPB）研究顯示蘇格蘭交嘴雀有一種獨特的飛行方式，牠們興奮時的鳴叫聲也相當特殊，甚至有人聲稱牠們的叫聲有蘇格蘭腔。後來蘇格蘭的研究顯示紅交嘴雀、鸚交嘴雀與蘇格蘭交嘴雀間已具生殖隔離，且有特殊的叫聲及喙的大小，作為一獨立物種的條件 。

## 習性
國際鳥盟於2012年的評估表明，蘇格蘭交嘴雀成年個體的現存總數被認為在13600隻左右，且趨勢穩定。牠們習慣在松樹等針葉樹上築巢，巢中有2-5顆蛋。蘇格蘭交嘴雀常選擇喀里多尼亚森林的歐洲赤松作為築巢地點，但也被觀察到選擇一些外來的樹種，特別是落葉松屬及海灘松（Lodgepole Pine）。本種為定居性鳥類，並不被認為會遷徙，在非繁殖季可能會和其他鳥種組成鳥群。
交嘴雀的喙特化為適合食用毬果，蘇格蘭交嘴雀也以毬果做為主食，由於其喙的大小界於鸚交嘴雀與紅交嘴雀之間，其食性較廣泛，可食用杉、松等不同種的毬果。成雄鳥通常為紅或橘色、雌鳥則為綠色或黃色，但變異很大。
蘇格蘭交嘴雀從外表很難與紅交嘴雀、鸚交嘴雀區分，其羽毛的差異非常不明顯，頭與喙的大小也界於兩者之間或部分重疊，鑑別需要非常仔細。常發出「 jip」的金屬音是其較易鑑別的特徵之一，但仍須經由聲波圖的分析。這樣的分析提供了分析三種交嘴雀的方法，幫助其分布範圍與數量的建立，有助後續的研究保育工作。

## 保育
未來幾年，蘇格蘭交嘴雀的生存可能會因全球暖化而受到影響。

## 外部連結
- RSPB Species confirmation Archive.today的存檔，存档日期2012-05-29
- Biodiversity Action Plan on RSPB site （页面存档备份，存于）
- Scottish crossbill identification Archive.today的存檔，存档日期2012-05-29
- Scottish Crossbill – A to Z of UK Birds （页面存档备份，存于）
- Species profile: Scottish crossbill （页面存档备份，存于） Trees for Life
- BBC News Release （页面存档备份，存于）